# 若夫特 (皮亞季哈特基區)
48°29′54″N 33°32′8″E / 48.49833°N 33.53556°E
若夫泰（羅馬化：Zhovte）是烏克蘭中部第聶伯羅彼得羅夫斯克州卡姆揚斯凱區皮亞季哈特基市鎮的村莊。該村處於若夫塔河畔，距離澤列涅1公里，海拔高度148米。2001年人口2,137，2025年人口1,797。